# Судски поступак у Средњовековној Србији
Судство је било важан чинилац државне управе средњовековне Србије, од којег је зависило спровођење и примена закона у свакодневном животу. Спровођење постојећих норми и закона је највише зависило од организованости судства. Изглед и ток судског поступка је могуће реконструисати тек од 13. века.

## Судски поступак
Српски владари, пошто су стекли потпуну војну власт, настојали су да стекну и врховну судску власт. Да би то постигли, требало је искоренити самопомоћ која је негирала врховну судску власт и упутити завађене стране да спор реше судским путем. Та тежња је добила законодавну санкцију у Душановом законику, у којем је прописано: ”Ако је ко шта коме крив, да га тера судом и парницом, по закону, ако ли га почупа без суда, или кога удари да плати седмоструко”. Српски судски поступак није био подељен на грађански и кривични јер се нису разликовали приватни од јавних деликата. Судски поступак у средњовековној Србији био је заснован на оптужном (акузаторском) начелу, што значи да се поступак могао покренути само по захтеву тужиоца. За означавање судског процеса коришћена је реч “пра”. Водити спор говорило се “прети се”. 
Странке у поступку звале су се: тужилац “парчија”, тужени “отпарчија” (јављала се и реч “кривац”). Процесна странка било да иступа у сопствено име, било да заступа другога називана је “парац”.

## Позивање на суд
Судски поступак у средњовековној Србији је започињао позивом на суд. У ранофеудалном периоду, тужилац је сам позивао туженог на суд у пратњи сведока и клетвеника. Почетком 13. века, позивање на суд је прешло у оквир јавне судске власти уз исправу која је имала обележје јавне вере. У Душановом законику је детаљно прописан поступак позивања на суд. Позив упућен великом властелину морао је да буде у писаном облику издат од судије (“књига судијина”), а обична властела и себри позивани су на стари начин “печатом”, тј. показивањем судијиног печата. Печат добија снагу јавне мере приликом позивања на суд. Позив са печатом био је опште правило у Србији од којег се правио изузетак за велику властелу који су уживали повластицу да им се позив на суд шаље преко писма. Повластицу позивања на суд само са писменим позивом уживали су и црквени великодостојници. Властела је имала привилегију да се позива пре подне и да им се саопшти садржина тужбе. Војници се нису смели позивати на суд док не прођу три недеље од повратка из ратног похода. У одсуству мужа, жена није била дужна да прими судски позив, али је била обавезна да обавести мужа о позиву. Под печатом се у средњем веку подразумевала и казна за неодазивање судском позиву. Уобичајена процедура позивања на суд није примењивана у случају када је делинквент на делу ухваћен и када се код осумњиченог лица пронађе украдена ствар. Тада се кривац одмах предавао властима. Уколико је странка неоправдано одсутна са рочишта, тј. није се одазвао на позив суда, кажњаван је глобом која се назива престој.
Душанов законик доноси прецизније одредбе о позивању на суд. Снагу јавне вере и обавезност озваничене од стране власти имало је само позивање на суд са приставом. Пристав је имао одређене помоћне и извршне функције у судском поступку. Он је један од најзначајнијих помоћних органа у средњовековном судству. Његовој улози и значају је било посвећено чак осам чланова Душановог законика.

### Пристав
Пристав се од некадашњег самосталног органа јавне вере претворио у помоћни, од судије зависни и судији потчињен орган, који има функцију само у припремној и завршној фази поступка. Тај развитак се сусреће и у другим земљама. Пристав се службено налазио на двору владара, у оба седишта ондашњег државног суда, одакле су владар и судије слали да се врше помоћне функције. Суд, тј. судске власти шаљу пристава да под ауторитетом своје вере врши тзв. завођење граница земљишних поседа. Заинтересоване странке у таквим случајевима су тражиле од судова, тј. јавне власти да им на основу доказа (писмених или усмених) дају пристава, који ће снагом своје јавне вере извршити завођење граница. Приликом краљевских даривања, лица која су задужила државу и која су за своје заслуге награђена, пристав је имао улогу да уведе у ”посед дарована добра, и том приликом истовремено утврди границе његове”.

## Расправа
Након позивања на суд, на ред долази расправа. Ако се тужилац не би појавио пред судом губио би спор, а тужени би се заувек ослобађао обавезе или оптужбе наведене у тужби. Непојављивање туженог на суду није представљало велики проблем јер би се поступак поново покренуо, али се ипак кажњавало. Започету судску расправу је било могуће одгодити једино ако би се једна странка позвала на пристава. Тада би суд одлагао расправу док се пристав не би вратио са службеног пута.
Расправа пред судом је била усмена, јавна и контрадикторна приликом пресуђења и грађанских и кривичних предмета. Нарочита процесна формалност је била та да су само први искази странака били валидни за суд. Судски процеси су се завршавали у принципу у току једног дана и то до поднева. Да би се спречило одуговлачење поступка, странкама је у току судског поступка било забрањено да износе друге оптужбе које нису предмет спора. Такве оптужбе странке су могле да изнесу тек пошто би била донета пресуда у поступку који је у току.

## Доказивање и докази
У српском средњовековном доказном систему се у неким случајевима дешавало да се уместо материјалне истине, утврђивала само формална истина. Тако је доказ био прихватан ако је била испуњена само прописана форма, без обзира на то да ли је то одговарало материјалној истини или не. Нека доказна средства уопште нису помињана иако су несумњиво била у употреби, као што је на пример признање. Доказна средства која су се користила у средњем веку, била су: лице или обличеније, свод, божји суд, исправе, заклетва, порота и сведоци.

### Лице или обличеније
Лице или обличеније је означавало хватање делинквента у тренутку извршења кривичног дела или саму украдену или опљачкану ствар која је нађена код осумњиченог. Ово је био довољан доказ о кривици јер други докази нису били ни потребни. Кривац ухваћен на делу био је и онај кога би село, жупа или господар изручили судијама као кривца. То изручење кривца сматрало се обличењем - довољним доказом да је осумњичени крив и није било потребно изводити друге доказе.

### Свод
Ако особа код које је пронађена нечија украдена или опљачкана ствар, тврди да је ту ствар стекла на правно ваљан начин, упућивала се да дâ свод. Свод представља ланац сведочења о начину стицања спорне ствари. Оптужени би указивао на особу од које је набавио ствар, која је такође указивала на онога од кога је спорну ствар прибавила. И тако би се ишло редом са сводом све док се не би дошло до особе која није могла да каже од кога је ствар прибавила. Та особа је морала да врати ствар власнику и одговара за кривично дело крађе. У српском средњовековном праву, свод је био доказно средство у поступку за кривична дела разбојништва и крађе, чији би предмет по правилу била стока (или нека друга покретна ствар).

### Божји суд
Код Божјег суда би се окривљени подвргавао телесном искушавању, најчешће врелом водом или усијаним гвожђем. Окривљени би у овом случају доказао своју невиност једино ако би му ране зацелиле за одређени временски период. Идеја божјег суда била је да Бог интервенише у корист невиног и да неће дозволити да невин страда. Примена божјег суда је била ограничавана у средњем веку јер се сматрао варварским обичајем. Примена божјег суда се први пут помиње 1199. године у Вукановој држави. Ослобођени од божјег суда били су племићи, странци и насељеници манастирских имања у спору са жупљанима. Српски манастирски судови су толерисали доказивање божјим судом у међусобним споровима својих житеља. У средњовековној Србији божји суд се јавио у два облика: котао и железо.
Божји суд звани котао значило је да је окривљени морао голим рукама да извади усијано гвожђе или камен из котла са кључалом водом. Повеље из 14. века и Душанов законик су ограничили примену котла само на припаднике себарског сталежа. Окривљени који би се оправдао божјим судом заувек се ослобађао одговорности за кривицу. Котао је примењиван као установа обичајног права до почетка 19. века. Једини помен и опис доказивања железом прописан је у Душановом законику за оптужене лопове и разбојнике који нису ухваћени на делу. 
Железо је имало два облика: ручно железо и усијани раоник. Испитивање усијаним раоником се састојало у томе што је оптужени морао да стане на усијани раоник за своје оправдање. Испитивање ручним железом се код нас састојало у томе што се пред вратима цркве усија на ватри железо, тј. комад гвожђа, а оптуженик је био дужан да га подигне из ватре и положи на своју трпезу. Ако се оптуженик не би опекао не би био крив и даље се не би смео оптуживати.

### Исправе
У судском поступку су постојале две врсте исправа: јавне и приватне. Јавне исправе су биле исправе које је издао владар у виду повеља и наредби, као и исправе које је издао судија. Да би биле пресудан доказ на суду, морале су бити аутентичне. Онај ко би посумњао у аутентичност исправе био је дужан да докаже да је исправа фалсификована. Исправе издате од владара коришћене су као доказна средства углавном у споровима поводом међа и власништва над земљом. Онај ко је имао повељу за спорну земљу добијао је спор, осим ако је у питању била црквена земља. И приватним исправама се такође могло доказивати. Приватне исправе су биле купопродајни уговори, тестаменти итд. Јављају се само у јужним крајевима који су били највише изложени византијском утицају.

### Заклетва
Заклетва је доказно средство које је полагао тужилац или тужени у случајевима када није било другог начина да се утврде чињенице које су важне у судском поступку. Изјаву су странке морале да науче напамет и изговоре без грешке. Свака грешка у изговарању је значила да окривљени није положио заклетву. Идеја заклетве је била да Бог неће допустити да исправно изговори заклетву онај чија би изјава била лажна. Клетвеници су износили субјективно уверење о истинитости исказа странке или саопштавали суду своја знања о спорној ствари. Исказ клетвеника је био од пресудног значаја - после њиховог исказа судија је имао две могућности: или да усвоји тужбени захтев или да га одбије.
Средњовековно српско друштво је имало више поверења у заклетве угледних и честитих људи који су припадали истој ужој заједници и својим имањем одговарали за исказ, него у оно што је видео и чуо случајни посматрач или учесник неког догађаја (сведок).

### Порота
Увођење института пороте је извршено у другој половини 19. века. Увођење пороте у српски правосудни систем тражено је први пут на Великој народној скупштини у Топчидеру 1868. године. Закон о пороти је објављен 31. октобра 1871. године, а ступио је на снагу 1. јануара 1872. године. Био је прихваћен систем мешовитог, скабинског суда, састављеног од тројице професионалних судија и четворице поротника из народа. Они су заједно доносили решење које се односило само на кривицу оптуженог. Године 1892. је донет нов Закон о пороти по коме у суд поред тројице државних судија улази и четири поротника, и то двојица из места у коме је првостепени суд, а само двојица из места из којег је оптужени. Касније је и овај закон измењен, па је 1895. године већину у већу чинило тројица професионалних судија према двојици судија поротника. Само је један од судија поротника био из општине у којој је учињено кривично дело.
Душан је у свом законику увео две битне новине у ту стару обичајноправну установу. Прва новина је била та да је примена пороте проширена на сва кривична дела. Број поротника је зависио од тежине кривичног дела. Поротници су се заклињали за оптуженог и својом заклетвом га оправдавали пред судом. Друга значајна новина је била да је порота пуноважно одлучивала већином гласова. Она се одређивала према сталешком начелу. Новина у Душановом законику је била да у пороту нису смели да уђу ни рођаци ни непријатељи оптуженог.

### Сведоци
Сведоци су пред судом износили своја лична опажања, оно што су сами видели и чули, као што и данас чине. Искази сведока су имали другоразредни значај, изузев исказа званичних лица као сведока. Званична лица су била пристав, милосник, цариник итд. Они су пред судом износили своја лична опажања о чињеницама чији су били очевици док су обављали службене радње. Сведочења званичних лица су била доказно средство од пресудног значаја.

## Пресуда и њено извршење
Пре Душановог законика, пресуде су најчешће изрицане само усмено. Усмено изрицање је имало ману што је незадовољна страна могла поново да покрене спор о већ пресуђеној ствари. Писмена пресуда је била већа гаранција против несавесног понављања поступка о пресуђеној ствари. Душанов законик је обавезао судије да пресуде писмено састављају, препишу и један примерак чувају у суду као доказ аутентичности садржине пресуде, а други да се уручи страни која је добила спор. Тиме је писање пресуда уведено као опште правило. У члану 172 Душановог законика је прописано да пресуда треба да буде заснована на закону и правди, а не на страху од владареве реакције на пресуду.
Српски судски поступак није познавао институцију жалбе (апеловања) на виши суд. Право апелације је постојало само у италијанским градовима где је апеловање почело да се развија већ у 13. веку. За преиспитавање одлука нижег суда су се користиле институције релације и супликације, уз чију помоћ би разматрање дошло до владара. Институт релације се састојао у томе да судија који није могао сам да реши компликовани правни случај, предаје решавање случаја владару као врховном судији. Институт супликације се састојао у томе да се већ пресуђена ствар износила пред владара да је пресуди.
Првобитно је извршавање пресуде било препуштено заинтересованој страни која је морала да се договара са осуђеном страном или да је на одређено начин присили да изврши пресуду. У Душановом законику је прописано да у споровима између властелина, са циљем извршавања пресуда, они дају узајамно јемство. У споровима између себара и властелина је сам судија био јемац да ће властелин извршити пресуду коју је суд донео по себровој тужби. Судске пресуде у средњовековној Србији су ивршавали пристави, глобари, кефалије у жупама и властела на њиховим територијама.